# Irma Shiolaschwili

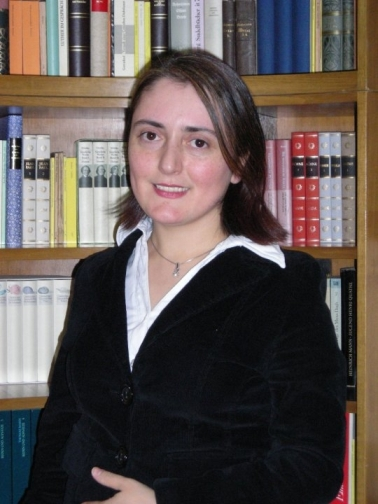
Irma Shiolaschwili (2011)

Irma Shiolaschwili, auch Irma Schiolaschwili-Britze (georgisch ირმა შიოლაშვილი; * 29. März 1974 in der Munizipalität Dedopliszqaro), ist eine georgische Dichterin, Übersetzerin und Journalistin.

## Leben
Irma Schiolaschwili schrieb schon als Jugendliche Gedichte, die in verschiedenen literarischen Zeitschriften veröffentlicht wurden.
Von 1991 bis 1996 studierte sie Journalistik an der Universität Tbilissi. Freiberuflich produzierte sie für die Kulturabteilung des staatlichen Fernsehens Beiträge über zeitgenössische georgische Schriftsteller.
1992 debütierte sie mit dem Gedichtbuch Nicht-existierendes Wort im Merani Verlag (Tiflis). Durch Vermittlung von Ana Kalandadse wurde sie 1995 eins der jüngsten Mitglieder des georgischen Schriftstellerverbands. 1996, 2002 und 2009 folgten weitere Veröffentlichungen von Einzeltiteln.
1999 ging Irma Schiolaschwili nach Deutschland und studierte in Bonn für eine Dissertation über georgische und deutsche politische Nachkriegslyrik, mit der sie 2005 am Institut für Literatur der Georgischen Nationalen Akademie der Wissenschaften promovierte. Seitdem produziert sie im Bürgerfunk LoCom (Bonn) zweisprachige Sendungen für das deutsch-georgische Kulturmagazin.
2007 wurde sie in die Europäische Autorenvereinigung Die Kogge aufgenommen. Schiolaschwilis Gedichte, deren deutschsprachige Fassungen im Pop Verlag erscheinen, wurden ins Deutsche, Englische, Französische und Russische übersetzt.
Irma Schiolaschwili lebt in Bonn, wo sie als Autorin, Journalistin und Dozentin tätig ist.

## Werke

### Einzeltitel in georgischer Sprache
- Montag. Saunje Verlag, Tiflis 2013, ISBN 978-9941-442-77-3.
- Eine Brücke aus bunten Blättern. Saari Verlag, Tiflis 2009, ISBN 978-99940-60-75-7.
- Spur der Träne, Merani Verlag, Tiflis 2002, ISBN 99928-946-0-1.
- Der Blaue Bogen. Zweisprachige Ausgabe Georgisch / Russisch. Mecniereba Verlag, Tiflis 1996.
- Nichtexistierendes Wort. Merani Verlag, Tiflis 1992.

### Einzeltitel in deutscher Sprache
- Kopfüber / თავდაყირა. Zweisprachige Ausgabe Dautsch / Georgisch. Nachdichtung von Sabine Schiffner. Pop Verlag, Ludwigsburg 2018, ISBN 978-3-86356-222-9.
- Eine Brücke aus bunten Blättern.[1] Aus dem Georgischen übertragen von Agnes Giesbrecht-Gossen, Irma Berscheid-Kimeridze, Heide Rieck, Thomas Berscheid und Joachim Britze. Pop Verlag, Ludwigsburg 2012, ISBN 978-3-86356-025-6.

### Übertragung
- Micho Mossulischwili: Schwäne im Schnee[2]. Aus dem Georgischen übertragen mit Joachim Britze. Pop Verlag, Ludwigsburg 2017, ISBN 978-3-86356-170-3.
- Techno der Jaguare. Neue Erzählerinnen aus Georgien.[3] Frankfurter Verlagsanstalt, Frankfurt am Main 2013, ISBN 978-3-627-00192-6.

### Herausgabe
- Ich bin viele. Frauenstimmen aus Georgien. Mit Manana Tandaschwili. Aus dem Georgischen übersetzt von Irma Shiolashvili. Nachdichtungen von Sabine Schiffner. Pop Verlag, Ludwigsburg 2018, ISBN 978-3-86356-230-4.

### Anthologie
- Gert Robert Grünert und Nino Popiaschwili (Hrsg.): »Ich aber will dem Kaukasos zu…«. Eine Anthologie georgischer Lyrik. Nachdichtungen von Nino Popiaschwili und Gert Robert Grünert. Pop Verlag, Ludwigsburg 2015, ISBN 978-3-86356-124-6.

## Auszeichnung
- Tiflis, 14. März 2017: Erfolgreiche Frau Emigrant[4]